# Karl Gass
Karl Gass (* 2. Februar 1917 in Mannheim; † 29. Januar 2009 in Kleinmachnow) war ein deutscher Regisseur für Propaganda- und Dokumentarfilme, Reportagen und Porträts sowie in verschiedenen administrativen Funktionen im Filmbereich der DDR tätig. Er zählte mit seinen über 120 Werken zu den wichtigsten Dokumentarfilmern in der DDR und galt als Wegbereiter und „Nestor“ des DEFA-Dokumentarfilms. Nach Frank Pergande war Gass „einer der einflussreichsten Propagandisten“ des SED-Staates.

## Leben

### Vor- bis Nachkriegszeit
Gass wuchs als Sohn eines Automechanikers in Mannheim und ab 1925 in Köln auf. Auf das Abitur folgte 1936 ein Volontariat bei einer Wohnungsgesellschaft. Anschließend begann er ein Studium der Betriebs- und Volkswirtschaftslehre in Köln. 1940 wurde er mit seiner Mannschaft Deutscher Meister im Ruder-Achter. Im selben Jahr wurde er Soldat und diente im Zweiten Weltkrieg bis 1945 in der Panzergrenadier-Division „Großdeutschland“. Im Rang eines Leutnants geriet er bei Kriegsende in britische Gefangenschaft.
Ab Dezember 1945 war er Wirtschaftsredakteur beim Nordwestdeutschen Rundfunk in Köln. Als Radiojournalist wollte er die Aufarbeitung der NS-Zeit voranbringen. Dies stieß bei seinen Journalistenkollegen allerdings nur auf wenig Interesse. Man warf ihm seine Nähe zur KPD vor, zu der er sich auch offen bekannte, und kritisierte seine entsprechenden politischen Kommentare. Gass zog daraus die Konsequenz, in die Sowjetische Besatzungszone (SBZ) – die spätere DDR – überzusiedeln.

### Übersiedlung in die DDR
Im Februar 1948 zog er von Westdeutschland in den sowjetischen Sektor von Berlin. Dort produzierte er als Leiter der Wirtschaftsredaktion beim Berliner Rundfunk Kommentare und Reportagen. Durch diese Tätigkeit lernte er die Dokumentarfilmer Andrew Thorndike und Joop Huisken kennen. Die Berührung mit diesem Medium veranlasste ihn, seine künftige Arbeit auf den Dokumentarfilm zu konzentrieren. Darüber hinaus verfasste er Drehbuch-Konzepte und filmwissenschaftliche Schriften. Ab 1950 arbeitete er als freier Mitarbeiter für die DDR-Wochenschau Der Augenzeuge, die zumeist im Vorprogramm der Kinos gezeigt wurde. Seine Kommentare und Szenarien für die Sendung bewegten sich dabei „ganz auf der Linie der Propaganda“ des SED-Staats.

### Werk
1950 entstand sein erster Kompilationsfilm Der Weg nach oben, den er gemeinsam mit Thorndike als Co-Regisseur realisierte. Ab 1. Januar 1951 war er bei der DEFA fest angestellt. Im Jahr 1954 übernahm er die künstlerische Leitung des DEFA-Studios für Populärwissenschaftliche Filme und schärfte das Profil des Studios „ganz in der Tradition des deutschen Kulturfilms, den er mit marxistischer Philosophie in die neue Zeit heben“ wollte. Er entwickelte theoretische Grundlagen für das Filmschaffen und publizierte dazu. Ab Juli 1960 arbeitete er als Regisseur im DEFA-Studio für Wochenschau und Dokumentarfilme. 1961 gründete er dort die künstlerische Arbeitsgruppe „KAG Gass“ – später umbenannt in Gruppe „Effekt“ – die er bis 1972 leitete. Die Arbeitsgruppe verfügte dabei über einen eigenen Betriebsteil der DEFA in Kleinmachnow.  In dieser Zeit wurde er Mitglied der SED.
1962 drehte er seine erste abendfüllende Dokumentation Schaut auf diese Stadt – einen Propagandafilm über West-Berlin, die Gründe für den Mauerbau aus Sicht der DDR und die Reaktion darauf. Der Film wurde am 1. Jahrestag des Mauerbaus uraufgeführt. Gass, für den der „Dokumentarfilm stets 'Waffe' war“, äußerte sich auch rückblickend unkritisch zu seinem Film: „Da ich in meiner Grundhaltung mit den Dingen übereinstimmte, die da gemacht wurden, ist es mir eigentlich gar nicht schwergefallen, diese Arbeit zu machen.“
Mit der Dokumentation Feierabend (1963–1964) über die Arbeit und Freizeit von Bauarbeitern auf der Großbaustelle Schwedt zeigte er sich kritisch und jenseits des zu dieser Zeit geforderten „Sozialistischen Realismus“ in der DDR-Kunst. Auf derselben Großbaustelle entstand 1966 die Reportage Asse über eine Schweißer-Brigade. Die Filme setzten, so Ines Walk, „ein Bild der DDR zusammen, das der Realität nahekommt und auch problematische wie kritische Passagen enthält, ohne allerdings das System“ und dessen „Menschenbild in irgendeiner Weise in Frage zu stellen.“ Widersprüche seien ausgeblendet worden.
Von 1965 bis 1968 wirkte Gass als Dozent und Leiter der Regieklasse für Dokumentarfilme an der Hochschule für Film und Fernsehen Potsdam. Mit Anno Populi – Im Jahr des Volkes 1949 drehte Gass 1969 „den offiziellen Film zum 20. Jahrestag der Gründung der DDR“; der Film „mit eindeutig propagandistischem Einschlag“ erklärte „mit Rückgriff auf die deutsche Geschichte, warum die Gründung eines neuen deutschen Staates“, also der DDR, „einer Befreiung von Ausbeutung und Kriegstreiberei“ gleichkomme. Laut Karin Hartewig war der Auftrag zu diesem Film „eine Ehre, eine neuerliche Bewährung und eine Herausforderung für den altgedienten Ideologen“, der 1967 mit Merhab bereits den ersten Staatsbesuch Walter Ulbrichts in Ägypten erfolgreich filmisch in Szene gesetzt hatte. Mit Der Oktober kam ... aus dem Jahr 1970 folgte sodann „ein weiteres Großprojekt ganz im Sinne der Staatspartei“. Der Film sollte „nicht nur in die eigene Gesellschaft hineinwirken [...], sondern mindestens ebenso sehr als Werbung beim Klassenfeind“ dienen. Gass erhielt den Auftrag zu diesem Film, da er inzwischen „als ausgewiesener Profi des parteilichen Dokumentarfilms“ galt.
Als das Ministerium für Staatssicherheit (MfS) 1974 eine Operativgruppe zur zentralen Bekämpfung „feindlich-negativer Kulturschaffender“ schuf, erhielt diese bis 1978 wöchentliche Berichte zum Stand des Operativen Vorgangs „Spezialist“, in dem die MfS-Bezirksverwaltung Potsdam Karl Gass „operativ erfasst“ hatte.
Gass war 1974 an die Großbaustelle Schwedt zurückgekehrt, um die zwischenzeitliche Entwicklung seiner Protagonisten in Asse – Anno ’74 zu dokumentieren. Sein Porträt einer Landwirtschaftlichen Produktions-Genossenschaft (LPG) mit dem Titel Ecken und Kanten (1980) wurde lange nicht zur öffentlichen Aufführung freigegeben. Erneut zog er daraus die Konsequenz und wandte sich von da an eher historischen Stoffen zu.
Sein letzter Film Nationalität: deutsch befasst sich mit dem Leben eines Dorfschullehrers, das sich über drei Gesellschaftssysteme hinweg erstreckt – von der Weimarer Republik über das „Dritte Reich“ bis zur DDR. Der Film, der nur wenige Monate nach Öffnung der innerdeutschen Grenze uraufgeführt wurde, zeigt kritisch, inwieweit Menschen in der Lage sind, sich den jeweils herrschenden politischen Systemen anzupassen. Gass unternimmt hierin den Versuch, den gesellschaftlichen Aspekt des Opportunismus exemplarisch darzustellen.
In seinen späten Jahren ab 1990 widmete er sich als Sachbuchautor bevorzugt dem Themengebiet der Geschichte Preußens. Dabei ging es Gass nach Ansicht von Frank Pergande weniger „um Preußen, sondern um das DDR-Erbe“. Gass’ Buch Der Militärtempel der Hohenzollern bezeichnet Pergande als „eine Kampfschrift im schrillen Ton des Angewidertseins“. Die preußischen Könige sehe Gass als „Geistesgestörte, Alkoholkranke, Depressive, Schläger und Mörder“. Laut Peter Bahl, der Gass eine Reihe sachlicher Fehler nachweist, bleibt das Buch „weit hinter dem zuletzt […] entwickelten Niveau der DDR-Preußen-Historiographie zurück.“

### Erfolge
Gass war Mitbegründer des Internationalen Leipziger Festivals für Dokumentar- und Animationsfilm (kurz: DOK-Filmfestival) und der Nationalen Dokumentarfilmwochen der DDR, außerdem Vizepräsident der Association International des Documentaristes  (AID). Von ihm beeinflusst wurden unter anderem die Dokumentarfilmer Volker Koepp, Winfried Junge, Eduard Schreiber und Gitta Nickel, mit der er von 1964 bis 1970 verheiratet war. Der DEFA-Regisseur Konrad Weiß nannte ihn einen „redlichen Filmemacher, der seine schützende Hand über uns hielt“. Ab 1961 arbeitete er mit seiner späteren Ehefrau, der Film-Schnittmeisterin Christel Gass, zusammen. Auch als Moderator der DDR-Fernseh-Quizsendungen Sind Sie sicher? (1964–1973) und Sie und er und 1000 Fragen (1972–1984) war er erfolgreich. 1972 spielte eine Hauptrolle in dem ungarischen Fernsehfilm B 21.
Auf Anregung von Karl Gass drehte sein damaliger Regie-Assistent Winfried Junge 1961 einen Kurzfilm über Schulanfänger mit dem Titel: Wenn ich erst zur Schule geh … Dieser Film wurde der Grundstein für die Langzeitdokumentation Die Kinder von Golzow von Barbara und Winfried Junge – der längsten Dokumentation der Filmgeschichte (1961–2007), ausgezeichnet mit zahlreichen nationalen und internationalen Preisen.
International besonders erfolgreich war seine mehrfach preisgekrönte Dokumentation Das Jahr 1945 (1985). Der Streifen über die letzten 128 Tage des Zweiten Weltkriegs konnte im Uraufführungsjahr 1985 zwei Millionen Zuschauer in die Kinos locken und wurde damit zum erfolgreichsten DEFA-Film des Jahres.
Gass lebte zuletzt in Kleinmachnow. Sein Nachlass wird vom Filmmuseum Potsdam verwaltet.

## Auszeichnungen (Auswahl)
- 1940 „Deutsche Meisterschaft“ als Mitglied des Ruderer-Achters
- 1951, 1952, 1954: Heinrich-Greif-Preis
- 1964: BBC-Preis „Weltbester Dokumentarfilm“ für „Feierabend“[15]
- 1970: Kunstpreis der DDR
- 1977: Nationalpreis III. Klasse
- 1982: Vaterländischer Verdienstorden in Silber
- 1985: Nationalpreis der DDR I. Klasse für Kunst und Literatur.

## Filmografie
- 1952: Das entscheidende Jahr[16]
- 1953: Turbine I

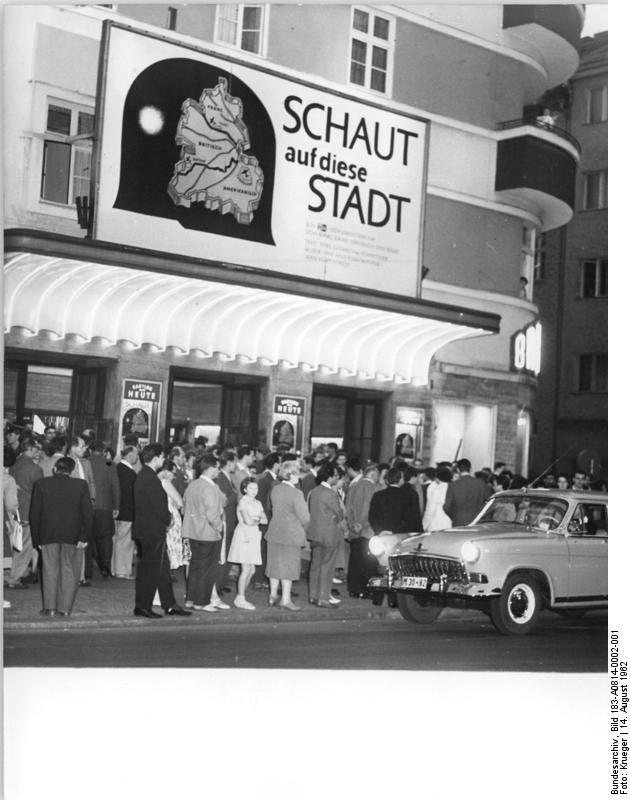
Filmtheater Babylon im Ostteil Berlins im Jahr 1962, einen Tag nach dem Start des DEFA-Dokumentarfilms Schaut auf diese Stadt von Karl Gass

- 1954: Vom Alex zum Eismeer, Dokumentarfilm, Mit dem Trawler ROS 206 (MS GUBEN) unterwegs von der Ostsee in die Barents-See, 1954, DEFA Studio für Wochenschau und Dokumentarfilme[17]
- 1957: Hellas ohne Götter[18]
- 1959: Freiheit, Freiheit über alles[19]
- 1960: Kosmos – Erinnerungen an Alexander von Humboldt[20]
- 1961: Licht für Palermo
- 1961: Sorah und Ali
- 1961: Allons enfants … pour l’Algérie
- 1962: Schlager der Woche (Fernsehfilm)
- 1962: Schaut auf diese Stadt
- 1964: Feierabend
- 1966: Bei uns im Mai
- 1966: Asse
- 1969: Anno Populi – Im Jahr des Volkes 1949
- 1972: Raketeers, Sternenbanner und Bundesadler in der NATO
- 1975: Toscanerinnen
- 1975: Die grüne, weiße, rote Toscana
- 1975: Asse-Anno ’74[21]
- 1976: Wollt ihr unser Elend filmen? (DDR-Fernsehen)
- 1976: Die verdammten Toscaner
- 1977: Richard – Der Bauer[22]
- 1980: Ecken und Kanten
- 1982: Zwei Tage im August, Rekonstruktion eines Verbrechens
- 1982: Wenn NATO-Generale träumen
- 1982: Jetzt lebe ich
- 1985: Das Jahr 1945
- 1986: Nürnberg – nicht schuldig[23]
- 1987: Eine deutsche Karriere
- 1990: Nationalität: deutsch

## Bücher
- Ich glaube an den Dokumentarfilm, wenn …  (Hrsg.) (= Aus Theorie und Praxis des Films, Heft 2). VEB DEFA-Studio für Dokumentarfilme und Betriebsschule des VEB DEFA-Studio für Spielfilme, Berlin 1987
- Der Militärtempel der Hohenzollern: aus der Geschichte „unserer lieben“ Garnisonkirche zu Potsdam. Das Neue Berlin, Berlin 1999, ISBN 3-360-00884-7
- Zielt gut, Brüder!: das kurze Leben des Maximilian Dortu. Märkischer Verlag, Wilhelmshorst 2000, ISBN 3-931329-24-0
- „Ihr sollt mich lieben!“ Biographische Skizzen der neun preußischen Könige. GNN-Verlag, Schkeuditz 2002, ISBN 3-89819-108-7